# Ken Lee (canção)
"Ken Lee" ("Can't live") é uma interpretação hilária de Without You por Valentina Hassan (em língua búlgara, Валентина Хасан), uma das concorrentes da versão búlgara do programa American Idol, conhecido por "Music Idol". A interpretação foi ao ar em fevereiro de 2008.
Antes de sua performance no Music Idol, Valentina Hasan informou aos jurados que cantaria a música "Ken Lee" de Mariah Carey. Rapidamente um dos jurados a corrige dizendo que a música seria "Without You" e de forma veemente Valentina insiste que a música seria então "Ken Lee". Sua performance foi editada e em alguns trechos cenas da performance original de Mariah Carey foram inseridas gerando um efeito irônico. Ao final, uma das juradas a questiona qual o idioma da música, ela diz "inglês". Apesar de não ter continuado nas próximas fases de disputa do programa, seu video e performance ficaram muito populares na Bulgaria e em outros países. O inglês precário de Valentina aliado ao despreparo para cantar acabaram por gerar um grande efeito cômico e fez com que o video fosse acessado mais de quatro milhões de vezes já no primeiro mês que foi publicado no site YouTube.
A popularidade do video fez com que os produtores do programa convidassem Valentina para cantar novamente. Desta vez Valentina já tinha treinado melhor a letra em inglês e cometeu menos erros, no entanto o último verso é cantado no seu estilo original, dando um tom ainda mais cômico. O video também postado no YouTube, rendeu mais de 8 milhões e 500 mil acessos até meados de abril de 2008.
A interpretação de Valentina inspirou muitos amadores a criar suas paródias e versões pessoais, além de remixes e versões de karaoke.
Numa entrevista, Valentina disse que ela não tinha nenhum conhecimento de inglês. Que ela somente tinha aprendido aquela letra "de coração e ouvido" ouvindo repetidas vezes num rádio e afirmou ter "cantado de acordo com o que sentia que fosse".